# Ochropleura vietteana
Ochropleura vietteana là một loài bướm đêm trong họ Noctuidae.